# 大腸アメーバ
大腸アメーバ（だいちょうアメーバ、学名: Entamoeba coli）は、アメーボゾアのアーケアメーバ綱エントアメーバ属に属する嫌気性アメーバの1種である。学名の省略形（E. coli）が大腸菌（Escherichia coli）と同一であるため、注意が必要である。ヒトの大腸に生育するが、基本的に病原性は示さない。アメーバ細胞（栄養体）は葉状仮足をもつが運動性は鈍い。核小体は偏心し、核膜に沿った染色質は不規則に凝集している。耐久細胞であるシストは細胞壁で囲まれ、ふつう8核性、糞便と共に排出される。

## 特徴
アメーバ細胞（栄養体、トロフォゾイト）は（丸くなった際に）直径 15–30 µm、外質と内質の分化はやや不明瞭（図2）。葉状の仮足（偽足）を形成し、ゆっくりと運動する。核は1個、直径 4–8 µm、赤痢アメーバに比べて核小体は大きく（直径約 1 µm）、やや偏在しており、また核膜に沿った染色質が不規則に凝集している（図2）。細菌や他の原生生物、有機物などを捕食するが、赤血球を取り込むことは稀である（図2）。

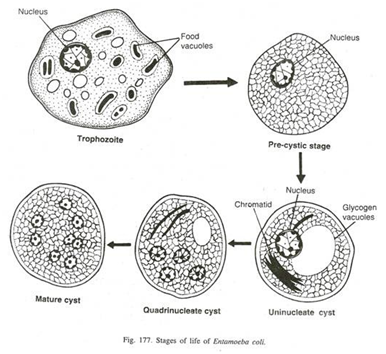
2. 大腸アメーバにおける、アメーバ細胞（左上）からシスト成熟（左下）までの変化。

耐久細胞であるシスト（嚢子、嚢胞）は細胞壁に囲まれ、球形から卵形、直径 10-35 µm（図1）。核は1、2、4個の段階を経て、最終的に8核になる（図2）。未熟なシストには、1–数個のグリコーゲン塊が存在し、また細長い棒状の構造であるクロマトイド小体（類染色質体、chromatoid body; リボソームがらせん状につながった構造が集まってできている）が見られる（図2）。

## 生活環
シストは経口感染し（図2②）、小腸で脱シストして単核のアメーバ細胞（栄養体）を形成し（図2③）、大腸（結腸）に移動して細菌などを捕食、細胞分裂を行って増殖する。組織には侵入しない。栄養体は大腸下部でシストを形成し、シストは糞便中に排出される（図2①）。シストは、外界で最長数週間生存可能であり、また胃の酸性環境でも生存できる。栄養細胞も排出されるが、外界ではすぐに死滅し、また再び口から侵入しても胃の酸性環境に耐えられない。

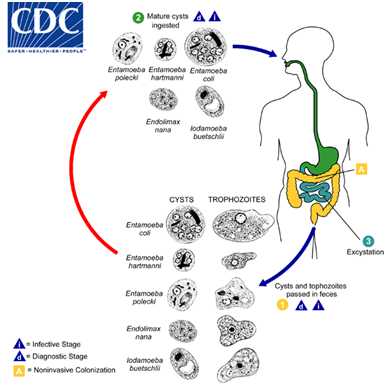
3. 大腸アメーバの生活環: シストが経口感染し（②の右上）、小腸で脱シスト（③）、大腸（オレンジ色）で増殖する。シストや栄養体は糞便と共に排出される（①最上段）。

Sphaerita（卵菌）による寄生（重寄生）が報告されている。

## 人間との関わり
シストで汚染された水や食物によって経口感染する。特に無洗浄または汚染された水で洗った生野菜によって感染する可能性が高い。大腸アメーバは世界中に分布しており、特に発展途上国で多く見られ、米国で4.2%、イランで2.9–6.8%、トルコで11.5%、インドで21.8%の感染率が報告されている。
大腸アメーバは、基本的にヒトに対して病原性を示さない。ただし、ごくまれに軟便、腹痛、鼓腸などの症状を示す。光学顕微鏡による検査では赤痢アメーバに類似しているが、いくつかの違いがある（下表1）。アイソザイム分析、抗体検出、抗原検出、DNA分析なども可能である。治療には、ジロキサニドやメトロニダゾールが使われる。

## 分類
類似種の赤痢アメーバ（Entamoeba histolytica）はヒトに病害をもたらすため、これと大腸アメーバの区別は重要である。下表1のような違いがあり、また一般的に大腸アメーバは赤痢アメーバよりも大きく、運動性は非常に鈍く、赤血球を取り込むことはほとんどない。またシスト壁はやや厚い。
| 形質             | 大腸アメーバ   | 赤痢アメーバ |
| ---------------- | -------------- | ------------ |
| 成熟シストの核数 | 8              | 4            |
| 核小体           | やや大型で偏心 | 小型で中心   |
| 周辺染色質       | 不規則に凝集   | ほぼ均質     |

大腸アメーバと同様に8核性のシストを形成するエントアメーバ属の生物は、ヒト以外の霊長類からも多く見つかっており、Entamoeba pitheci Prowazek, 1912、Entamoeba legeri Mathis, 1913、Entamoeba cercopitheci Macfie, 1915、Entamoeba multinucleata de Mello, 1923 などがある。これらを、大腸アメーバのシノニム（同物異名）とする意見もある。